# Meslay-le-Grenet
 Meslay-le-Grenet  es una población y comuna francesa, en la región de  Centro, departamento de Eure y Loir, en el distrito de Chartres y cantón de Illiers-Combray.
La Iglesia de Saint-Orien tiene el techo de la nave central con forma y carpintería de casco de barco. Se ha conservado un mural con una sorprendente danza de la muerte del siglo XIV.

## Demografía
| 156 | 145 | 166 | 196 | 302 | 335 |
| Para los censos de 1962 a 1999 la población legal corresponde a la población sin duplicidades (Fuente: INSEE [Consultar]) |     |     |     |     |     |